# ユーグ2世 (ブルゴーニュ公)

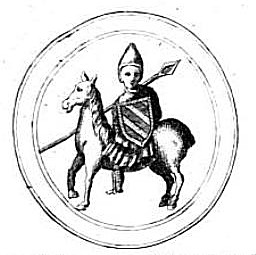
ユーグ2世のシール

ユーグ2世（フランス語：Hugues II, 1084年 - 1143年2月6日頃）は、ブルゴーニュ公（在位：1103年 - 1143年）。ウード1世の息子。1103年に父の死去によって公位を嗣いだ。ユーグはサン・ベニーニュ修道院の管理人（Custos, クーストース）となり、この職は12世紀末までユーグの子孫が継承した。

## 子女
1115年頃、ユーグ2世はマイエンヌ伯ゴーティエとアデリーナ・ド・プレルの娘マティルドと結婚し、以下の子女を儲けた。
- アンジェリーヌ（エジェリーヌ）（1116年 - 1167年以降） - ヴォーデモン伯ユーグ1世と結婚
- クレマンス（1117年 - ?） - エルヴェ3世・ド・ドンジー（スミュール家）と結婚[1]
- ウード（1118年 - 1162年） - ブルゴーニュ公
- ゴーティエ（1120年 - 1180年） - ブザンソン大司教
- ユーグ（「ルーフス」）（1121年 - 1171年） - ナヴィリー領主、イザベル・ド・シャロンと結婚[1]
- ロベール（1122年 - 1140年） - オータン司教[1]
- アンリ（1124年 - 1170年） - フラヴィニー領主、オータン司教[1]
- レーモン（1125年 - 1156年） - グリニョンおよびモンパンシエ領主、アニェス・ド・モンパンシエと結婚し[1]、1女マティルドが生まれた。
- シビーユ（1126年 - 1150年） - シチリア王ルッジェーロ2世と結婚[4]
- ドゥース（1128年 - ?） - レーモン・ド・グランセと結婚
- マティルド（1130年 - 1159年） - モンペリエ領主ギレム7世と結婚[1]
- アランブルジュ（1132年 - ?） - 修道女[1]